# Karl Lebwohl
Karl Anton Lebwohl (* 15. Mai 1906 in Graz; † 21. Juli 1979 ebenda) war ein österreichischer Architekt.

## Leben
Karl Lebwohl wurde am 15. Mai 1906 als Sohn des aus der Obersteiermark stammenden Stadtbaumeisters Karl August Lebwohl (* 25. August 1872 in Judenburg) und dessen Ehefrau Maria (geborene Sinič; * 1. März 1885 in Marburg) in Graz geboren und einen Tag später auf den Namen Karl Anton getauft. Seine Eltern hatten am 26. Mai 1904 geheiratet.
Nach seiner allgemeinen Schulausbildung besuchte Lebwohl von 1922 bis 1926 die Bundeslehranstalt für das Baufach und Kunstgewerbe in seiner Geburtsstadt Graz, wo er ein Schüler der Höheren Abteilung für das Baufach war. In den 1930er Jahren arbeitete er als Architekt in der Bau- und Wohnberatung, im Siedlungsbau und Restauration. Außerdem gestaltete er Möbel. Nach Ende des Zweiten Weltkriegs wirkte er am Wiederaufbau mit, insbesondere im Bereich Sakralbauten. Als sein Hauptwerk gilt die Christkönigskirche in Graz. Charakteristisch für seine Arbeiten sind Sparsamkeit und Berücksichtigung der örtlichen Gegebenheiten. Er arbeitete mit Künstlern wie Albert Birkle und Wilma Schalk-Niedermayer zusammen. Er war Mitglied in der Zentralvereinigung der Architekten Österreichs und im Steiermärkischen Kunstgewerbeverein, den er ab 1961 als Präsident leitete. Von 1950 bis 1960 unterrichtete er an der Bundeslehranstalt in Graz.

## Realisierungen
- 1948–1952: Neubau Pfarrkirche Bärnbach[5]
- 1949–1954: mit Kurt Weber-Mzell, Neubau Pfarrkirche Leoben-Donawitz[5]
- 1950: Neubau Brunnenhaus Bad Gleichenberg
- 1952–1954: Neubau des Langhauses der Klosterkirche der Vinzentinerinnen Graz
- 1954: Neubau Pfarrkirche Mutterschaft Mariens in Frauental an der Laßnitz[5]
- 1954: Erweiterungsbau Filialkirche Maria Fieberbründl
- 1956–1957: ehem. Kapelle hl. Josef/heute Thomas v. Aquin[6], Graz
- 1957–1959: Neubau Pfarrkirche Pölfing-Brunn[5]
- 1957–1959: Neubau Christkönigskirche, Graz
- 1958: Umgestaltung der Klosterkirche vom Kloster vom Guten Hirten, Graz
- 1959–1962 Erweiterungsbau Leonhardkirche, Graz
- 1960: Erweiterungsbau Institut der Schulschwestern zu Graz
- 1960: Neugestaltung der Kirche im Krankenhaus der Elisabethinen Graz
- 1960–1961: Neugestaltung der Klosterkapelle im Sacré Coeur Graz